# Лежский район
Лежский район существовал в 1935 — 1959 годы на восточной части Грязовецкого района.

## История
Создан постановлением Президиума ВЦИК от 25 января 1935 года в составе Северного края. Из Грязовецкого района были переданы территории Баклановского, Бакшинского, Ведерковского, Вохтогского, Герценского, Зыковского, Коптевского, Леждомского, Нехотовского, Орловского, Побережского и Слободского сельских Советов.
После раздела Северного края 5 декабря 1936 года вошел в Северную область, а после её раздела 23 сентября 1937 года в Вологодскую область.
В 1941 году из Междуреченского района Лежскому району был передан Монзенский сельсовет, в 1951 году из Буйского района Костромской области — Демьяновский.
Указом Президиума Верховного Совета РСФСР 28 октября 1959 года Лежский район был ликвидирован, а территория передана Грязовецкому району.
Сейчас это территория Вохтожского (в том числе Каменского), Сидоровского, Комьянского, часть Перцевского муниципальных образований Грязовецкого района.
В 1955 году село Сидорово было центром Лежского района

## Административное деление
Лежский район включал в 1940 году:
1. Баклановский сельсовет
2. Бакшинский сельсовет
3. Ведерковский сельсовет
4. Вохтогский сельсовет
5. Герценский сельсовет
6. Зыковский сельсовет
7. Колотиловский сельсовет
8. Коптевский сельсовет
9. Леждомский сельсовет
10. Нехотовский сельсовет
11. Орловский сельсовет
12. Побережский сельсовет
13. Раменский сельсовет
14. Рабоче-Крестьянский сельсовет
15. Слободской сельсовет

В 1938 году на его территории находилось 373 населенных пункта